# Naturschutzgebiet Gadsdorfer Torfstiche und Luderbusch
Das Naturschutzgebiet Gadsdorfer Torfstiche und Luderbusch ist ein Naturschutzgebiet, das auf den Gemarkungen von Gadsdorf (Gemeinde Am Mellensee) und Christinendorf (Stadt Trebbin) im Landkreis Teltow-Fläming (Brandenburg) liegt. Es umfasst 138 Hektar und wurde 2009 eingerichtet.

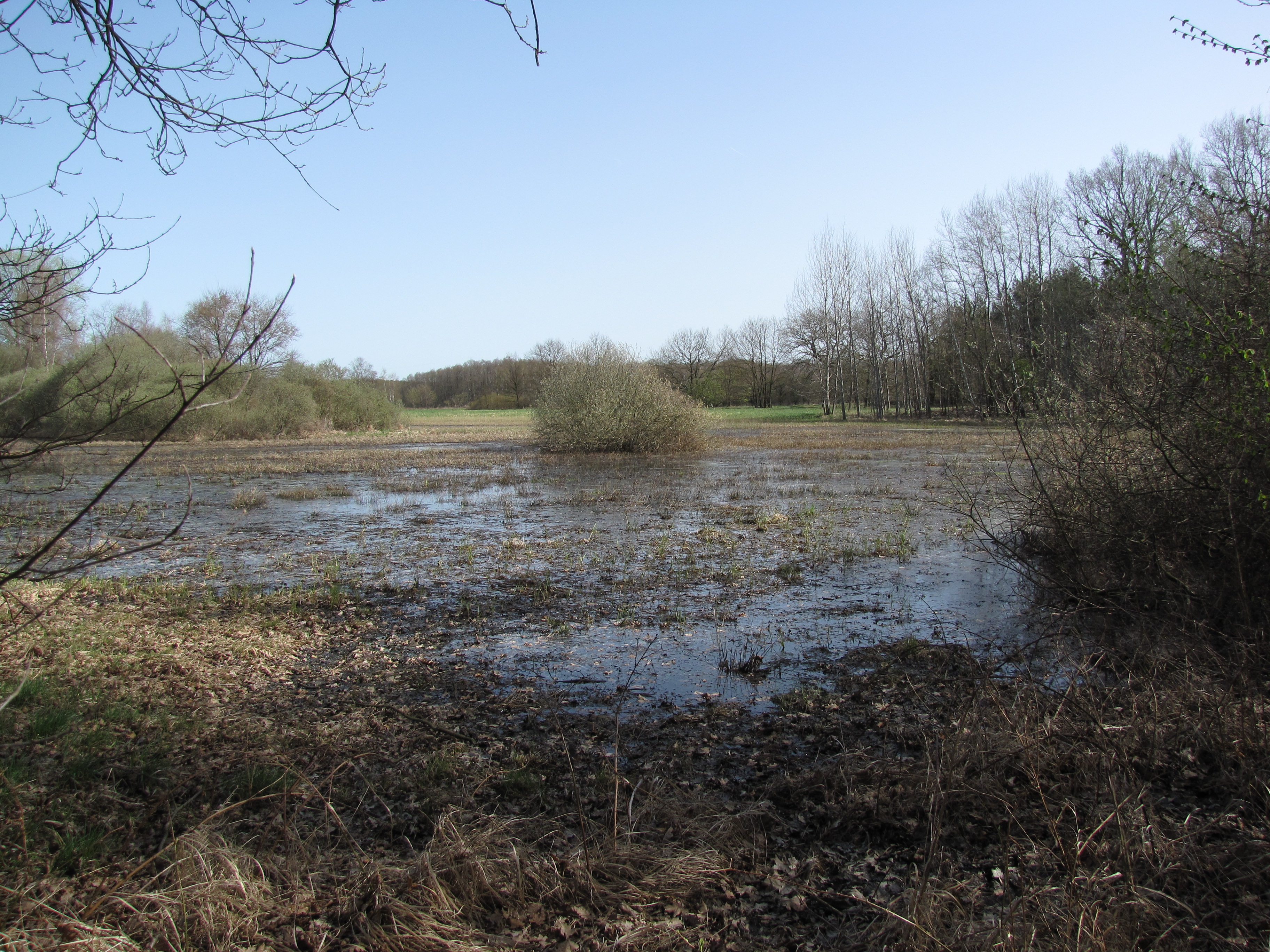
Morastige Wiese im Naturschutzgebiet

## Lage
Das Naturschutzgebiet liegt im nordwestlichen Teil des Gemeindegebietes Am Mellensee, auf der Gemarkung Gadsdorf und erstreckt sich zu einem sehr kleinen Teil noch auf die Gemarkung von Christinendorf (Stadt Trebbin). Es umfasst mehrere sich zwischen Moräneninseln (darunter auch der Gadsdorfer Höllberg) und Talsandebenen verzweigende kleine, tiefgründig vermoorte Schmelzwassertäler des Brandenburger Stadiums der Weichsel-Kaltzeit. Das Gebiet gehört zum Brandenburgischen Heide- und Seengebiet in der naturräumlichen Gliederung des Norddeutschen Tieflandes. Regional gehört das Gebiet zur „Nuthe-Notte-Niederung“.

## Vegetation und Gewässer
In dem reich strukturierten Niedermoorgebiet sind durch Austorfungen in jüngerer Zeit mehrere eutrophe Gewässer und Kleingewässer entstanden, darunter der etwas größere Gadsdorfer Torfsee. Neben den wenig beeinträchtigten Moor- und Bruchwäldern gibt es eutrophe Nass- und Feuchtwiesen sowie Hochstaudenfluren im Auflassungsbereichen. Im Osten des Naturschutzgebietes verzahnen sich auf engem Raum kleinflächige Schneide-Riede, Salzwiesen und kalkreiche Pfeifengraswiesen. Hier wachsen charakteristische und zum Teil besonders geschützte Pflanzenarten wie Sumpf-Herzblatt (Parnassia palustris), Färber-Scharte (Serratula tinctoria), Kriech-Weide (Salix repens), Strand-Dreizack (Triglochin maritima), Sumpf-Knabenkraut (Orchis palustris) und Fleischfarbenes Knabenkraut (Dactylorhiza incarnata). Im Gebiet kommt auch der stark gefährdete Große Feuerfalter (Lycaena dispar) vor.

## Schutzzweck
Der Schutzzweck des Naturschutzgebietes ist:

„1. die Erhaltung, Wiederherstellung und Entwicklung der Lebensräume wild lebender Pflanzengesellschaften, insbesondere in ihrem Bestand bedrohte Gesellschaften der natürlichen eutrophen Seen, der Laubwälder, Bruchwälder, Weidengebüsche, Röhrichte, Feuchtwiesen, Moore und Binnensalzstellen sowie Trockenrasen;

2. die Erhaltung und Entwicklung der Lebensräume wild lebender Pflanzenarten, darunter im Sinne von § 10 Abs. 2 Nr. 10 des Bundesnaturschutzgesetzes besonders geschützte Arten, insbesondere Zungen-Hahnenfuß (Ranunculus lingua L.), Sumpf-Herzblatt (Parnassia palustris L.), Sumpf-Wasserfeder (Hottonia palustris L.), Karthäuser-Nelke (Dianthus carthusianorum L.), Sumpf-Schlangenwurz (Calla pallustris L.), Gemeine Grasnelke (Armeria maritima ssp. elongata), Sandstrohblume (Helichrysum arenarium), Orchideen wie das Steifblättrige Knabenkraut (Dactylorhiza incarnata), Breitblättrige Knabenkraut (Dactylorhiza majalis), Sumpf-Knabenkraut (Orchis palustris) und Trug-Torfmoos (Sphagnum fallax);

3. die Erhaltung und Entwicklung des Gebietes als Lebens- und Rückzugsraum sowie potenzielles Wiederausbreitungszentrum wild lebender Tierarten, insbesondere der Säugetiere, Vögel, Reptilien, Amphibien und Schmetterlinge, darunter nach § 10 Abs. 2 Nr. 10 und 11 des Bundesnaturschutzgesetzes besonders und streng geschützte Arten, beispielsweise die für strukturreiche Waldstandorte sowie Feuchtgebiete typische Brutvogelfauna, insbesondere Bekassine (Gallinago gallinago), Eisvogel (Alcedo atthis), Kranich (Grus grus), Krickente (Anas crecca), Waldschnepfe (Scolopax rusticola) und Wendehals (Jynx torquilla);

4. die Erhaltung eines naturnahen außerordentlich strukturreichen Landschaftsausschnittes der Nuthe-Notte-Niederung wegen seiner Seltenheit, Vielfalt und besonderen Eigenart.“

Die Unterschutzstellung des Gebietes „Gadsdorfer Torfstiche und Luderbusch“ dient dessen Erhaltung, aber auch der weiteren Entwicklung dieses Gebietes nach § 2a Abs. 1 Nr. 8 des Brandenburgischen Naturschutzgesetzes. Insbesondere wegen der Vorkommen von:

„1. natürlichen eutrophen Seen mit einer Vegetation des Magnopotamions oder Hydrocharitions, Übergangs- und Schwingrasenmooren, Pfeifengraswiesen auf kalkreichem Boden, torfigen und tonig-schluffigen Böden (Molinion caeruleae), feuchten Hochstaudenfluren der planaren und montanen bis alpinen Stufe, subatlantischer oder mitteleuropäischer Stieleichenwald oder Hainbuchenwald (Carpinion betuli) [Stellario-Carpinetum], bodensauren Eichenwäldern auf Sandebenen mit Quercus robur als Biotope von gemeinschaftlichem Interesse („natürliche Lebensraumtypen“ im Sinne des Anhangs I der Richtlinie 92/43/EWG);

2. Birken-Moorwäldern und Salzwiesen im Binnenland sowie kalkreichen Sümpfen mit Cladium mariscus als prioritäre Biotope („prioritärer Lebensraumtyp“ im Sinne des Anhangs I der Richtlinie 92/43/EWG);

3. Fischotter (Lutra lutra) und Großem Feuerfalter (Lycaena dispar) als Tierarten von gemeinschaftlichem Interesse (im Sinne des Anhangs II der Richtlinie 92/43/EWG), einschließlich ihrer für Fortpflanzung, Ernährung, Wanderung und Überwinterung wichtigen Lebensräume.“